# 北仙道村
北仙道村（きたせんどうむら）は、島根県美濃郡にあった村。現在の益田市の一部にあたる。

## 地理
津田川の上流域、沖田川の上中流域に位置していた。

## 歴史
- 1889年（明治22年）4月1日、町村制の施行により、美濃郡大草村、山折村、乙子村、木部村（一部、字赤雁）が合併して村制施行し、北仙道村が発足[1][2]。
- 1948年（昭和23年）- 北仙道農業協同組合設立[1]。
- 1952年（昭和27年）8月1日 - 美濃郡益田町、安田村、豊川村、豊田村、高城村、小野村、中西村と合併し市制施行して益田市を新設して廃止された。

### 地名の由来
北山道とも記される。万寿地震の大津波以降、仙人の住む山がありその北に位置したため。

## 産業
農業、林業。

## 教育
- 1893年（明治26年）- 赤雁に創立の小学校が北仙道小学校に改称[1]。
- 1947年（昭和22年）- 北仙道中学校開校[1]。